# Josyf Brylinski
Josyf Bryłynśkyj, ukr. Йосиф Брилинський, pol. Józef Bryliński, herbu Sas (ur. 1 lipca 1826 w Jarosławiu, zm. 10 września 1893 w Żółtańcach) – duchowny greckokatolicki, poseł do austriackiej Rady Państwa

## Życiorys
Ukończył gr.-kat. seminarium duchowne w Przemyślu i odbył studia teologiczne na uniw. we Lwowie. W 1851 otrzymał święcenia kapłańskie i został administratorem parafii w Stroniatyniu, w pow. lwowskim (1851-1852), a następnie w Kłodzienku, pow. żółkiewski (1853-1855). W latach 1855–1893 proboszcz parafii w Żółtańcach w pow. żółkiewskim. W latach 1892–1893 był także Dziekanem w Kulikowie, w tym samym powiecie.
Udział się politycznie i społecznie, od 1868 był członkiem Rady Gminnej w Żółtańcach, a w latach 1882–1892 członkiem Rady Powiatowej w Żółkwi, wybranym z gmin wiejskich. Członek Okręgowej Rady Szkolnej w Żółkwi (1886-1893).
Poseł do austriackiej Rady Państwa VIII kadencji (9 kwietnia 1891 – 10 września 1893), wybrany w kurii IV (gmin wiejskich) z okręgu wyborczego nr 18 (Żółkiew-Mosty Wielkie-Kulików-Sokal-Bełz-Rawa-Uhnów-Niemierów). Mandat po jego śmierci pozostał nieobsadzony. W parlamencie należał do frakcji młodoruskiej (ukraińskiej) Klubu Ruskiego, od kwietnia 1892 był wiceprzewodniczącym Klubu.

## Rodzina i życie prywatne
Urodził się w rodzinie duchownego greckokatolickiego, był synem Antona proboszcza. W 1850 ożenił się z Emilią z Krynickich, mieli dwóch synów i jedną córkę. Jego szwagrem był Lucylian Krynicki.